# Hoofdkantoor

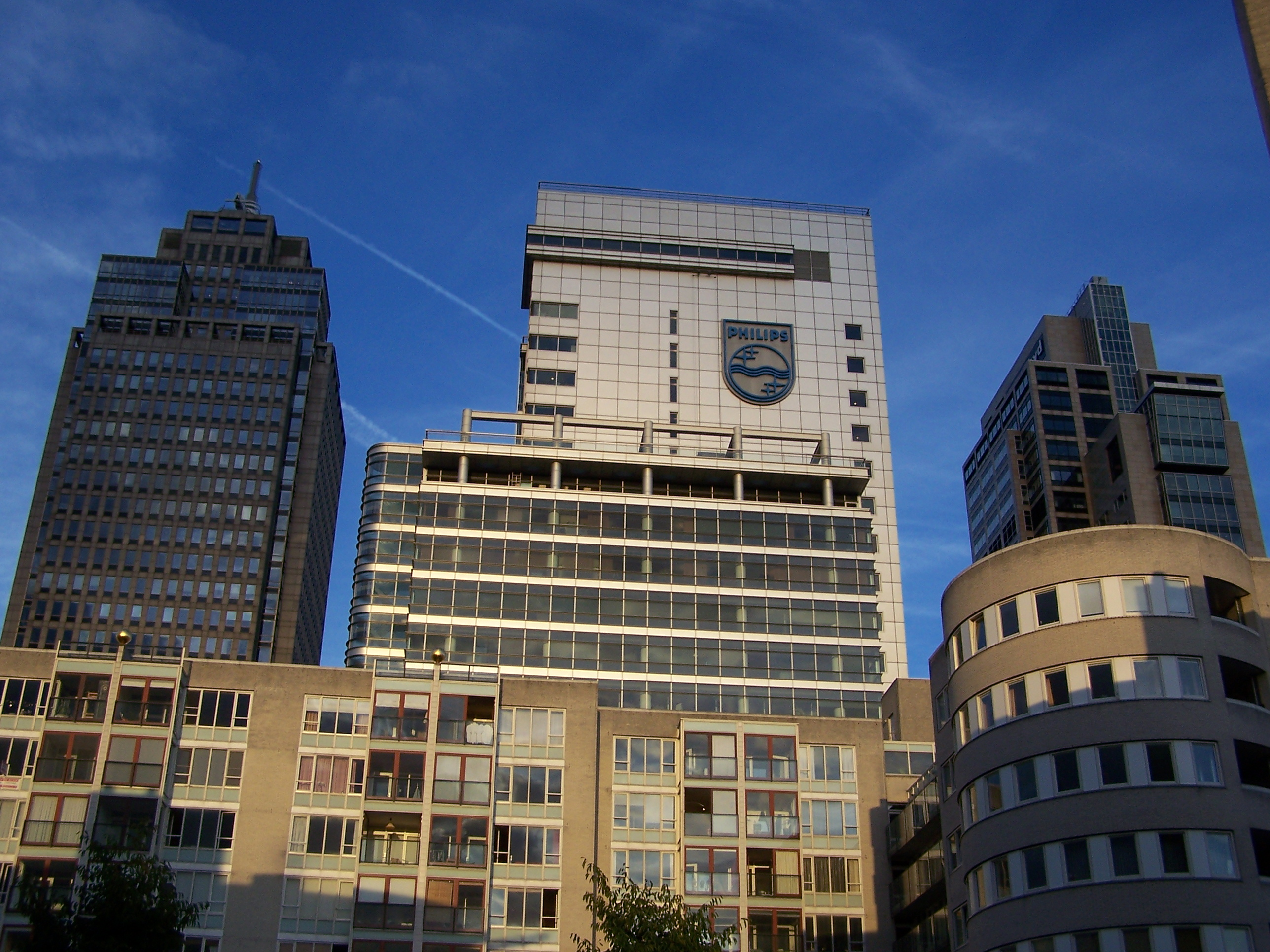
Hoofdkantoor van Koninklijke Philips in Amsterdam

Een hoofdkantoor is de centrale vestiging van een organisatie. Hier bevindt zich doorgaans het bestuur van de organisatie en wordt het beleid bepaald.
Bij militaire organisaties spreekt men doorgaans van een hoofdkwartier. Ook voor internationale organisaties en voor multinationals gebeurt dat wel, zoals bij het hoofdkwartier van de Verenigde Naties.
Het hoofdkantoor is vaak ook de hoofdvestiging van het bedrijf, maar dat is niet noodzakelijk: de Nederlandse multinational Philips heeft bijvoorbeeld zijn hoofdvestiging in Eindhoven, maar het hoofdkantoor is in Amsterdam gevestigd.